# 安赫洛·恩里克斯
安赫洛·恩里克斯（西班牙語：Ángelo Henríquez，1994年4月13日—）是智利足球员，司职前锋，現時效力球會薩格勒布戴拿模。

## 生平
2011年，年仅17岁的亨里克兹进入智利传统豪门智利大学的一线队，之后在联赛和智利国青队的访问赛中均有出色表现，一年内攻入了近30个入球，引起各方关注。2012年8月，智利大学宣布亨里克兹将在通过体检后加盟英超曼联，转会费为350万英镑。曼联主帅弗格森在亨里克兹成功获得英国工作许可后表示，曼联从他14岁时与曼联梯队进行了一场比赛后就签下了他的优先转会权，亨里克兹15岁、16岁时都到过曼联训练营，由于夏天在智利国青队的表现太过出色，所以曼联决定不再等待。
但軒歷基斯一直未能打進曼聯的一隊名單，於2013年1月2日獲外借到另一支英超球隊韋根直至赛季結束。亨里克兹在威根竞技出场8次，打进1球，随队获得了足总杯冠军。
2013年8月29日，曼联官方宣布把亨里克兹租借给萨拉戈萨一个赛季。

## 国家队
亨里克兹目前代表智利国家队出场3次，打进2球。
智利的入球在入球及賽果列前方。
| # | 日期           | 場地                       | 對賽球隊 | 入球 | 賽果 | 競賽   |
| - | -------------- | -------------------------- | -------- | ---- | ---- | ------ |
| 1 | 2012年11月14日 | 瑞士圣加仑AFG竞技场        | 塞爾維亞 | 1–3  | 1–3  | 友誼賽 |
| 2 | 2013年8月14日  | 丹麦布隆德比布隆德比体育场 | 伊拉克   | 6–0  | 6–0  | 友誼賽 |

## 榮譽
智利大學
- 智利足球甲級聯賽冠軍﹕2011年
- 南美球會盃冠軍﹕2011年

韋根
- 英格蘭足總盃冠軍﹕2013年